# First (Baroness)
First è un EP dei Baroness pubblicato nel 2004.

## Tracce
1. Tower Falls – 7:09
2. Coeur – 3:18
3. Rise – 6:30

## Formazione
- John Baizley - voce, chitarra
- Allen Blickle - batteria
- Tim Loose - chitarra
- Summer Welch - basso